# Laceno
Laceno è l'unica frazione di Bagnoli Irpino, comune in provincia di Avellino.

## Geografia fisica
Il Laceno (detto anche Piano Laceno) è sito su un altopiano a circa 1.050 metri sul livello del mare, ai piedi del monte Cervialto, non molto distante da Montella e dagli Altopiani di Verteglia e dal monte Terminio. L'abitato della frazione, composto prevalentemente da alberghi, ristoranti, ville e residenze, sorge attorno al lago omonimo. È circondato da un'area boschiva prevalentemente di conifere e fagacee. La località è attorniata da varie cime: la più alta è il monte Cervialto con 1.809 m di altezza, seguono il monte Rajamagra con 1.667 m, il monte Cervarolo con 1.558 m e la Montagna Grande con 1.509 m. Oltre alla strada per Bagnoli, dalla frazione si dipartono altre strade di montagna che, attraversando il territorio del parco dei Monti Picentini, portano a Montella, Acerno, Lioni, Calabritto, Senerchia, Caposele e Nusco.
La particolare conformazione dell'altopiano fa sì che spesso accada che nella zona del lago ci siano prati verdi, mentre sulle piste sciistiche ci sia neve abbastanza da poter sciare liberamente. Ciò accade per la particolare esposizione verso nord e i fitti faggeti che nella zona delle piste non permettono al sole di penetrare e sciogliere la neve.
La particolare forma "a conca" dell'altopiano fa inoltre sì che si verifichino forti inversioni termiche nell'altopiano in tutte le stagioni, soprattutto nelle nottate serene e con calma di vento, con picchi di temperature minime che, nei mesi invernali, possono raggiungere i -20 °C.

### Lago Laceno
Il Lago Laceno, alimentato dal torrente Tronola, sorge all'inizio del pianoro e si spande attorno all'abitato. In principio la zona era paludosa, poi nei secoli scorsi lo stesso comune si mobilitò per rendere coltivabile il terreno, bonificando il territorio e canalizzando le acque fino a farle defluire nella posizione odierna del lago. Il terremoto dell'Irpinia del 1980 ne ha progressivamente ridotto la superficie alla sola parte su cui affaccia il paese, a causa di falle apertesi nel sottosuolo lacustre e di altre aperte alla sorgente Tronola che alimenta poco la zona lacustre. Questa sezione del lago, che si riduce ad uno stagno durante l'estate, raggiunge la sua massima espansione nei mesi di dicembre e gennaio.

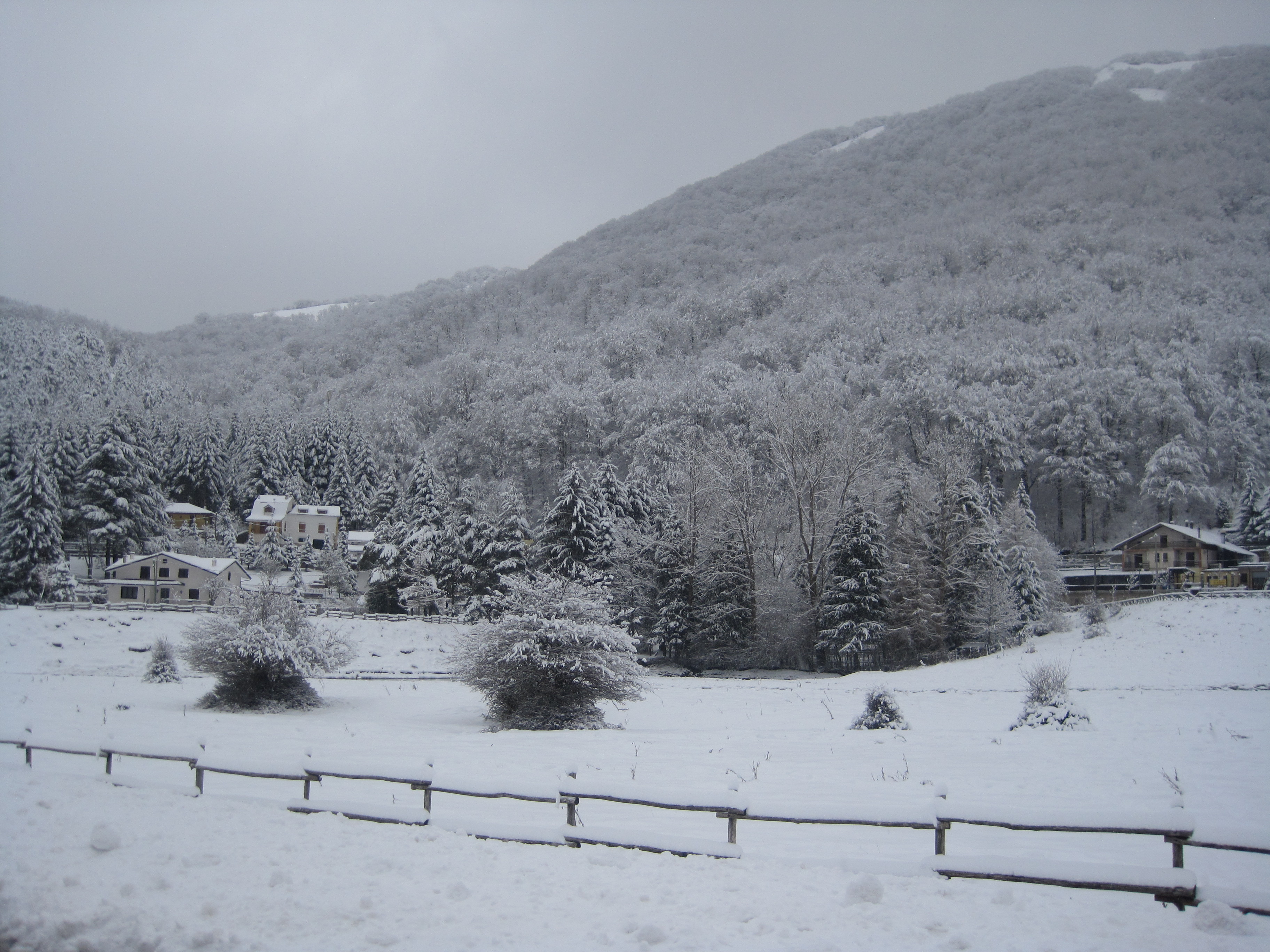
L'abitato di Laceno innevato

Dal 2010 a fine 2012 si è registrata una riduzione ancora più accentuata del lago, a causa delle forti siccità che interessano la zona. A causa di ciò, in alcuni comuni dell'Irpinia si è registrata una sensibile riduzione della portata dell'erogazione di acqua per le abitazioni, mentre il lago d'estate viene spesso utilizzato come riserva per spegnere gli incendi boschivi della zona.

### Flora e fauna
La flora dell'altopiano è caratterizzata da fegacee, ovvero dal faggio, dal castagno, da querce, quali il cerro, la roverella e il leccio, oltre che dall'acero campestre, dall'acero napoletano, dal nocciolo, dal tiglio, dall'orniello, dall'ontano napoletano, dal carpino nero e bianco. Presente anche l'abete bianco, distribuito in abetaie e nelle diverse faggete.
Per quanto riguarda la fauna, fra gli uccelli si possono osservare vari passeriformi, come il passero, il pettirosso, il merlo, la cinciallegra, il codirosso, il fringuello, il verdone comune, il verzellino, l'usignolo, l'averla, il lucherino, il rigogolo, la gazza, la cornacchia grigia, il corvo imperiale e diversi rapaci, quali la poiana comune, il falco pellegrino, lo sparviero, il gufo reale, la civetta, il barbagianni e la più rara aquila reale. I mammiferi presenti sono la lepre, il topo selvatico, l'arvicola rossastra, la talpa romana, il riccio, il ghiro, lo scoiattolo (come specie alloctona), la faina, il tasso, la lontra, la volpe, il cinghiale, il gatto selvatico e, seppur raro, il lupo, con una quindicina di esemplari in tutto il comprensorio dei monti Picentini. 
Tra i rettili vi sono lucertole, quali la lucertola campestre, il ramarro occidentale, l'orbettino italiano e serpenti, quali la biscia dal collare, la biscia tassellata, la vipera e il cervone, anche se in declino. La fauna lacustre di anfibi ospita, fra le varie specie, la salamandra pezzata, la salamandrina dagli occhiali, l'ululone appenninico e il tritone italiano. I pesci, introdotti nel lago per la pesca sportiva, sono la carpa specchio, la carpa erbivora, la tinca, il persico trota, la trota iridea. Fra i pesci autoctoni vi sono l'alborella e la scardola.

## Storia
In seguito all'Unità d'Italia, Laceno divenne un importante luogo usato come nascondiglio dai briganti che trovavano rifugio nei fitti faggeti.
Nel 1955, il comune di Bagnoli Irpino diede in concessione alcuni terreni a prezzi simbolici, per la costruzione di edifici di villeggiatura residenziali. Si costruirono le prime ville e alberghi. Il 6 settembre 1959, la località fu inaugurata. Inizialmente era nata solo per il turismo estivo. Nel 1969, ad opera dell'ingegnere Franco Giannoni, fu installato il primo impianto di risalita, la sciovia "Serroncelli", che partiva dai piedi del Monte Rajamagra (m. 1109 s.l.m.) e saliva attraverso la "Valle del Terremoto" fino a quota 1.250 circa. 
Tale impianto fu prolungato nel 1973 per soddisfare l'aumento di clientela. Ha funzionato, con inverni più o meno proficui, fino al 2003, anno della sua dismissione. Tra il 1973 e il 1974 furono realizzate le due seggiovie (denominate Settevalli e Rajamagra) che conducono, rispettivamente, da q. 1109 a q. 1400 m e da 1392 a 1650 m slm. Insieme alle seggiovie fu realizzata anche la breve sciovia Cuccioli, che si trovava nei pressi dell'intermedia delle seggiovie. Tutti gli impianti furono realizzati dalla ditta Marchisio di Torino. La sciovia Cuccioli ha funzionato fino al 2006, anno della sua dismissione per scadenza di vita tecnica. Così Laceno diventò, oltre che meta estiva, anche nota stazione sciistica invernale, soprannominata "la Cortina del Sud".
Vide il proprio boom turistico negli anni '70-'80, attraverso manifestazioni culturali e sportive anche di sapore internazionale. Notissimi furono gli slalom femminili internazionali svolti nella località. Non mancarono feste, sagre e raid automobilistici organizzati dall'ACI, ed eventi internazionali come il Laceno d'oro.
A partire dagli anni novanta, a causa della mancanza di nuovi investimenti e dell'esponenziale crescita di altre stazioni sciistiche dell'Appennino, Laceno conobbe un periodo di crisi e declino, caratterizzato da vari scandali di tangentopoli e da cattiva organizzazione della località. A partire dagli anni 2000, Laceno ha iniziato a incrementare le presenze in modo abbastanza costante.
Dal 2008 in poi, è stata svolta una serie di interventi atti a riqualificare la stazione, per potenziare l'offerta sia sportiva che paesaggistica.
Lo stesso finanziamento servirà anche a riqualificare l'aspetto urbano e rurale dell'altopiano, tramite la ristrutturazione di edifici storici, quali la chiesa di Santa Nesta e l'ostello sul lago abbandonato.
Nel 2010, la località vede il suo flusso turistico crescere soprattutto nel periodo natalizio. Grazie al sistema di innevamento artificiale delle piste da sci, si cerca di garantire la pratica degli sport invernali anche nel periodo di dicembre in condizioni avverse. Nel mese di aprile 2017 alla società gestrice degli impianti e concessionaria dei suoli, facente capo agli eredi Giannoni, è stato intimato di restituire le aree, in quanto da parte del comune non è stato riconosciuto il rinnovo di concessione del 2002, mentre il gestore ritiene di avere concessione valida fino al 2031. La questione della concessione è oggetto di controversia da svariati anni presso il TAR di Salerno e al Consiglio di Stato, che in prima istanza ha sentenziato in parziale favore dell'ente pubblico.
Dal 21 maggio 2017 le due storiche seggiovie sono state fermate per sempre, dopo oltre 42 anni di esercizio, in aspettativa di realizzare i nuovi impianti. Le seggiovie, che avevano intrapreso nell'autunno 2016 l'iter per il prolungamento della vita tecnica, attraverso la revisione speciale completata per metà, sono state inibite all'esercizio poiché tale revisione andava terminata e collaudata entro il 27 maggio del 2017, cosa non avvenuta a causa della citata richiesta di restituzione delle aree.
Il 17 novembre 2017 veniva notificato alla società l'atto di sgombero firmato dal sindaco pro-tempore Filippo Nigro, con il quale l'ente comunale intende entrare in possesso degli impianti di risalita e le aree su cui essi ricadono.
Il Consiglio di Stato con la sentenza n. 808 del 6 febbraio 2018 ha definitivamente dato ragione all'amministrazione comunale, sentenziando l'inammissibilità delle richieste della ditta Giannoni.
Nel settembre 2018 il TAR di Salerno ha sentenziato l'inammissibilità delle richieste della Giannoni, pur riconoscendo che alcune aree sono effettivamente di sua proprietà. Tuttavia tali aree, identificate al catasto come aree su cui ricadono le strutture degli impianti di risalita, non coincidono con quelle reali effettivamente realizzate per un problema di rototraslazione delle coordinate, commesso in fase di accatastamento oltre quaranta anni prima; tale circostanza ha permesso al comune di entrare in possesso degli impianti. La società ha comunque deciso di impugnare la sentenza presso il Consiglio di Stato. Il 27 aprile 2022 è stato aggiudicato l'appalto per l'ammodernamento degli impianti. I nuovi impianti saranno aperti al pubblico solo dopo il completamento della costruzione e dopo la pubblicazione del bando di gara per affidare la gestione delle seggiovie e la sua aggiudicazione
.

### Cultura
Il Laceno d'oro, festival del cinema neorealistico, fu ideato nel 1959 dai pubblicisti Camillo Marino e Giacomo D'Onofrio, e si svolse fino al 1988, sebbene negli ultimi anni si sia svolto ad Avellino. Nel 2001, a due anni dalla scomparsa di Camillo Marino, è stato istituito il "Premio Camillo Marino - Laceno d'Oro".
La cultura popolare del luogo è conosciuta per i suoi canti, proverbi, lavori e cucina. Quest'ultima, molto rinomata, si compone di ricette a base di prodotti del posto, quali il tartufo nero di Bagnoli, i funghi porcini, i formaggi tipici e le castagne.

#### Riferimenti nella cultura di massa
- Il chitarrista romagnolo Massimo Varini ha inciso un brano chiamato Laceno, ispirato da un viaggio nella località.

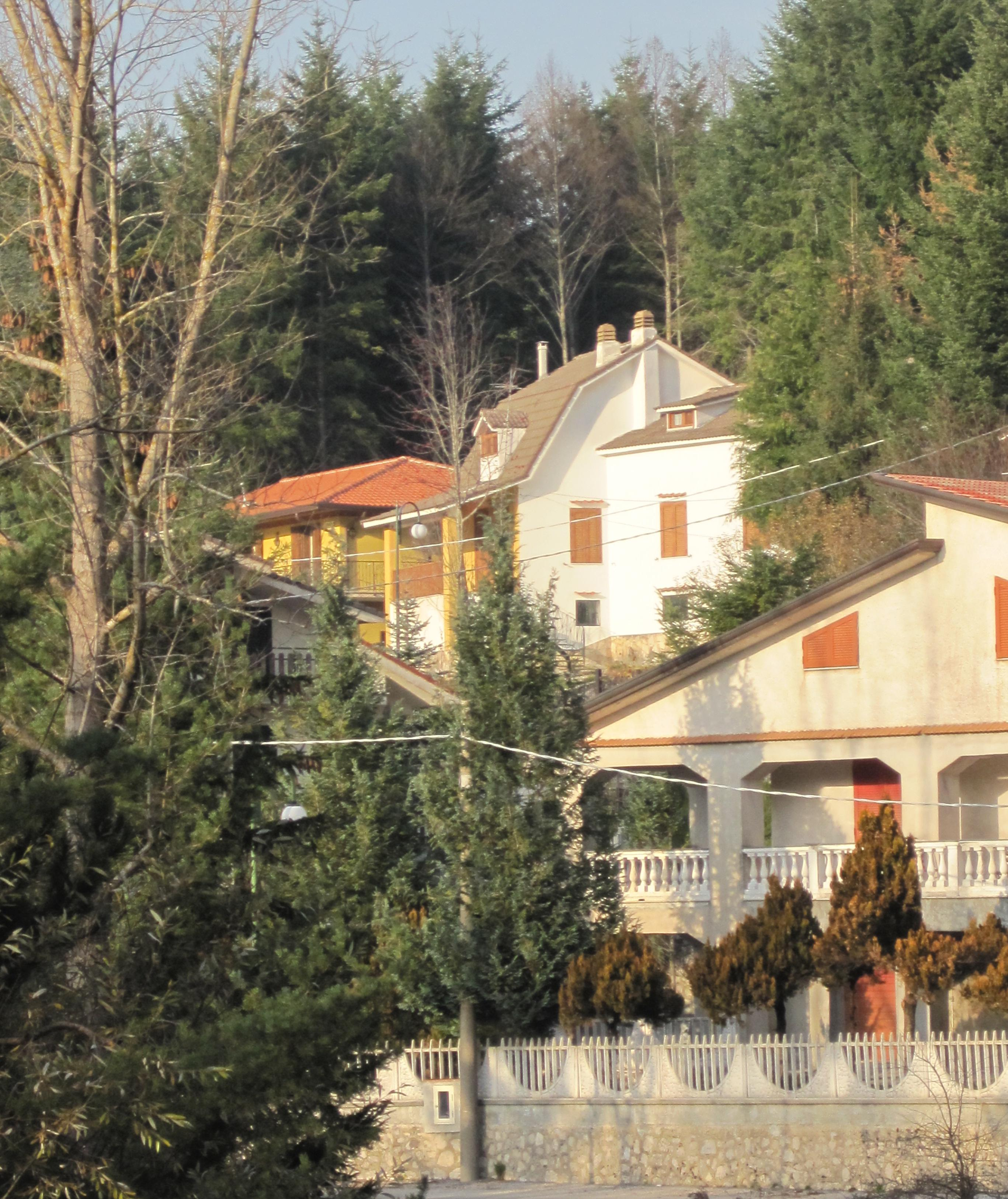
Scorcio del villaggio Laceno

## Monumenti e luoghi d'interesse

### Il Vecchio Ostello sul Lago
Il vecchio ostello sul lago è una locanda costruita ad inizio '900 su base di un rifugio montano risalente all'incirca al 1100, oggi dismessa e in stato di abbandono; è stata meta di parecchi curiosi che si infiltravano all'interno del vecchio edificio, tanto che il comune decise qualche anno fa di porre un muro di chiusura all'ingresso dello stabile.

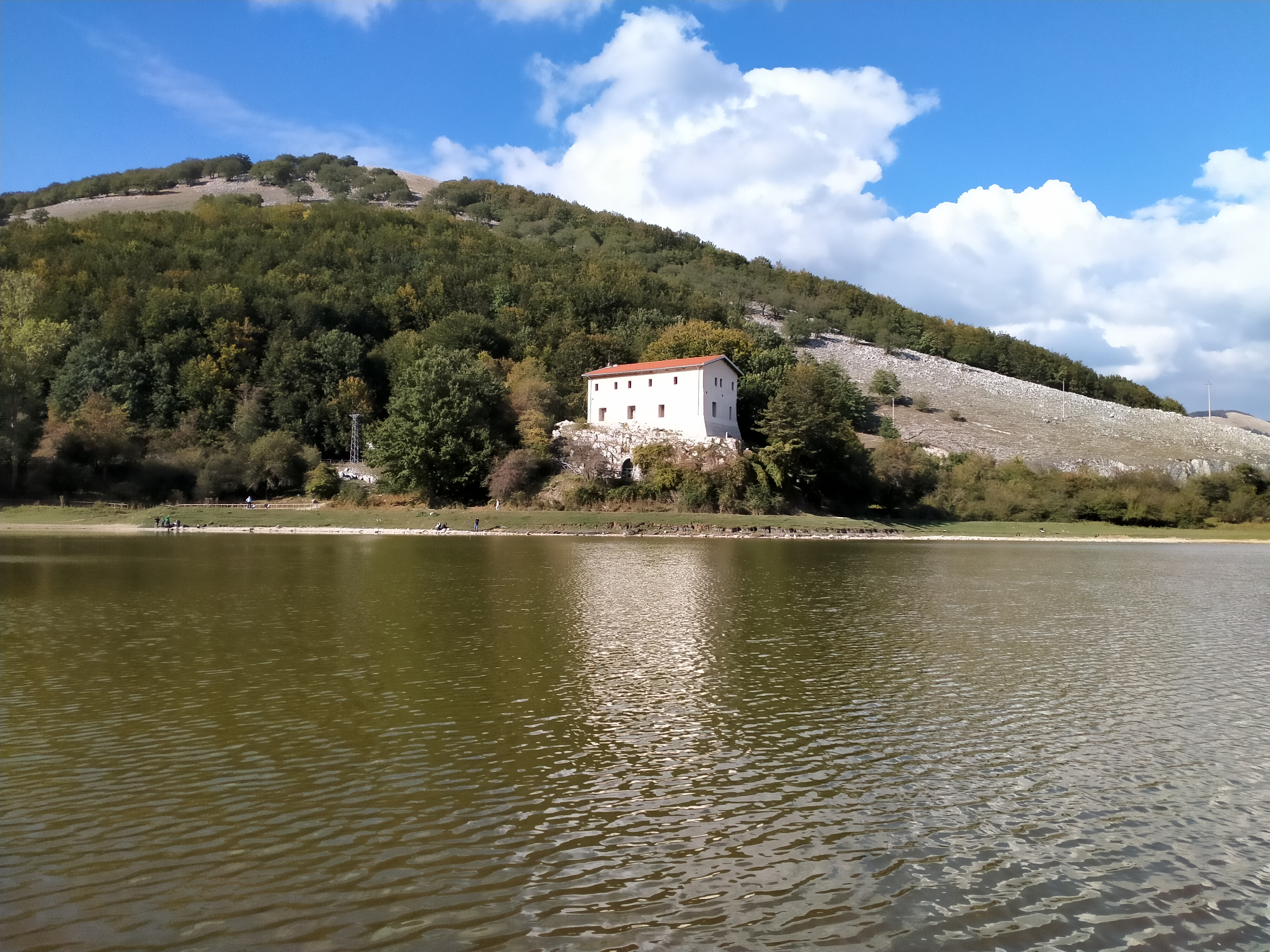
Vecchio Ostello visto dal lago

Nel 2012 è partito l'iter burocratico che permetterà il rifacimento dell'edificio, riportarlo al suo splendore originale, abbattendo le aggiunte degli ultimi anni. L'edificio sarà destinato a spazi espositivi, punto informazioni sul turismo e sulle bellezze di Laceno e dintorni. I lavori cominciarono ad inizio 2013.

### La Cappella di Santa Nesta
La cappella di Santa Nesta è una piccola cappella fondata nell'800 dagli abitanti di Bagnoli Irpino, collegata alla storia del vecchio ostello sul lago. La storia dei due edifici va di pari passo.

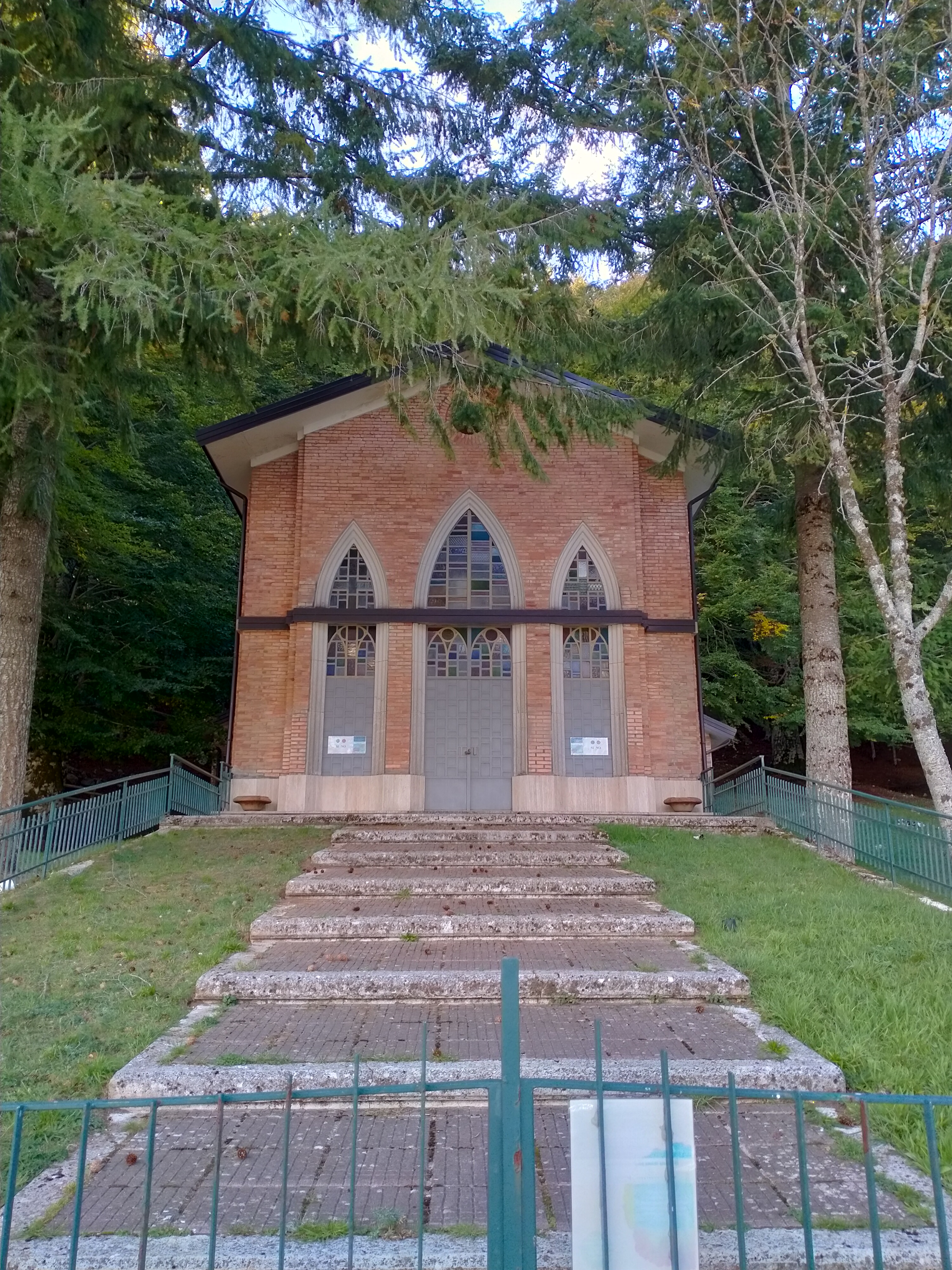
Cappella di Santa Nesta

La storia comincia intorno al 1126 - 1127 quando San Guglielmo da Vercelli e San Giovanni da Matera sostarono al di sotto della piccola collina dove oggi sorge l'Ostello. Nel 1241 a loro apparve il SS. Salvatore che disse a San Guglielmo che non era quello il posto in cui avrebbe dovuto finire la missione, pronunciando le parole "Ne Stes In Loco Isto" ("Non stare qui"). Da questa frase il nome Nesta, santa a cui verrà dedicata la chiesetta costruita ad opera dei bagnolesi sulla collinetta. La piccola cappella fu ingrandita dai Verginiani intorno all'inizio del XVI secolo, per poi essere sistemata dal pittore e patriota Michele Lenzi, sindaco di Bagnoli Irpino dal 1878 al 1886, attraverso una pubblica sottoscrizione alla quale contribuirono anche lo stesso Lenzi che donò mille lire e Vittorio Emanuele II con trecento lire, come indicato nella lapide posta nell'androne dell'edificio sacro: "Auspice il 1 Re d'Italia, e col concorso dello Stato della Provincia e del Comune dell'artista Michele Lenzi Sindaco e solerte patrono dell'opera riedificò nell'anno 1878. Deliberazione cons.re 11 maggio 1880".
Michele Lenzi donò anche l'Apparizione del Salvatore, opera di 1,80 × 0,77 m da lui realizzata in ceramica su dodici mattonelle incastrate nel muro sopra l'altare della Cappella, nel quale era stata riprodotta anche la frase rivolta ai due Santi eremiti, mentre ai due lati l'amico Achille Martelli dipinse anche le immagini dei due patroni di Bagnoli Irpino, ovvero San Lorenzo e Sant'Onorio.
Al termine dei lavori, il 6 agosto di quell'anno (Festività della Trasfigurazione del Santissimo Salvatore) fu officiata una messa solenne nella quale il sermone fu pronunziato dal canonico bagnolese Generoso De Rogatis, in qualità di Vicario del vescovo di Nusco. A questa festa Lenzi invitò l'amico artista Achille Martelli, l'Abate di Montevergine e tre deputati (Della Rocca, Napodano e Trinchera). Un resoconto della giornata fu redatto dal giornalista Nicola Lazzaro, presente all'evento, pubblicato poi sulla “Illustrazione italiana” del 4 settembre 1881.
Il luogo sacro, da sempre venerato come tale in zona, venne sconsacrato in seguito ad un terremoto che distrusse la chiesetta ed al posto di questa fu costruito un albergo (l'attuale Hostel dismesso) per i pellegrini che si recavano in zona e la chiesetta spostata nell'odierna posizione sulle sponde del lago. Ancora oggi nell'hostel dismesso sono presenti immagini e raffigurazioni sacre dell'epoca.

## Turismo
Il Laceno è una area recettiva al turismo, che nel 2008 è aumentato circa del 30%. A salvaguardia del flusso turistico locale è stato istituito il Consorzio Rajamagra, il cui obiettivo è quello di realizzare interventi di riqualificazione territoriale soprattutto riguardanti la stazione turistica estiva ed invernale, attraverso la realizzazione di impianti polivalenti con funzionalità annuale. Il consorzio si propone di rendere continuo e destagionalizzato il flusso turistico, cioè non solo esclusivo del periodo invernale o estivo.
I flussi turistici più alti si registrano soprattutto nel periodo che va da dicembre a marzo, e nel periodo estivo. Picchi vi sono anche ad ottobre in occasione delle note sagre che si tengono in zona e nei comuni adiacenti.
Oltre al consorzio sopra citato, sono presenti anche il Consorzio Turistico Bagnoli-Laceno e la Pro-Loco Bagnoli-Laceno, che insieme ad associazioni territoriali locali, si occupano dell'organizzazione di eventi sul territorio, sia sportivi che culturali.

### Impianti sciistici

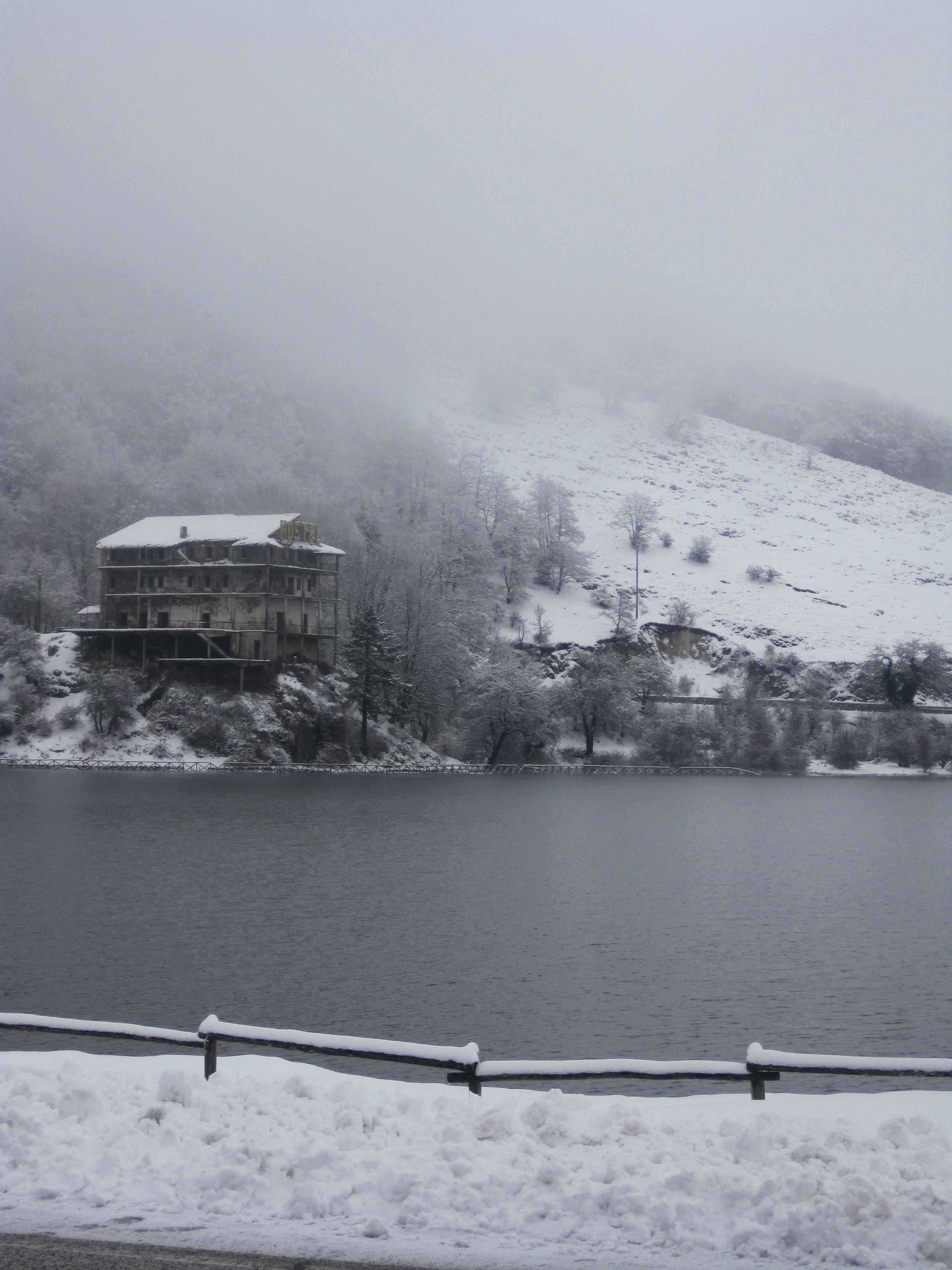
Il vecchio ostello sul lago

La località ospita una stazione sciistica con circa 18km di piste da sci, anche con innevamento artificiale. Offre la possibilità di ammirare il mar Tirreno sciando, perché la vetta è affacciata sul golfo di Salerno.
Il turismo più diffuso è quello invernale o sciistico, con la stagione che varia a seconda della temperatura da dicembre a marzo (con picchi nelle festività natalizie e pasquali). A favorire il turismo sciistico la presenza di impianti di risalita, con seggiovie, sciovie e campi scuola. La seggiovia parte dalla base (stazione Laceno) posizionata a 1109 m per arrivare a circa 1650 m (stazione Rajamagra), attraverso un interscambio a quota 1400 m circa (stazione Settevalli). Con un totale di 2 seggiovie, 1 tappeto e 2 manovie, e circa 16/18 km di piste, Laceno è la più grande stazione sciistica dell'Italia meridionale.
Gli sport invernali praticabili sono vari: sci da discesa e fondo, snowboard, snowtubing, half-pipe, sky-cross, sky-fox.
Le piste sono 11 per un totale di 16 km, tra cui la pista denominata nordica che offre il panorama sul golfo di Salerno.
Dal 2004 in poi, è stato istituito un progetto di innevamento artificiale, prima limitato alla parte finale delle piste, poi esteso alle altre zone principali del comprensorio. Tale sistema viene inaugurato ogni anno a metà dicembre e prevede l'innevamento di gran parte delle piste da cima a valle, con esclusione di quelle più a nord per le particolari condizioni climatiche che permettono l'innevamento naturale.
Dal 21 maggio 2017 gli impianti sciistici sono stati chiusi a tempo indeterminato a causa di un contenzioso tra comune e società gestrice degli stessi, che non ha consentito i lavori di revisione utili al proseguimento della vita tecnica delle due seggiovie.

### Turismo naturalista
Altro tipo di turismo in forte crescita è il turismo ecologico. L'escursionismo è ben accolto e la presenza di sentieri, invoglia i turisti ad affollare la zona anche nel periodo estivo. I sentieri sono vari e classificati in base alla difficoltà dal Club Alpino Italiano.

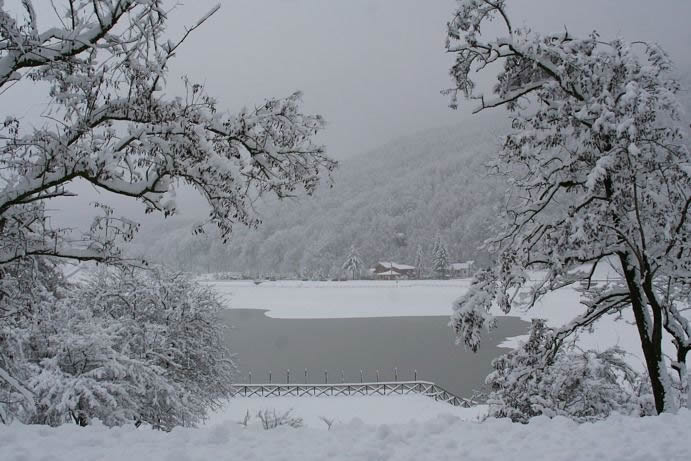
Il Laceno dopo la nevicata del 2005

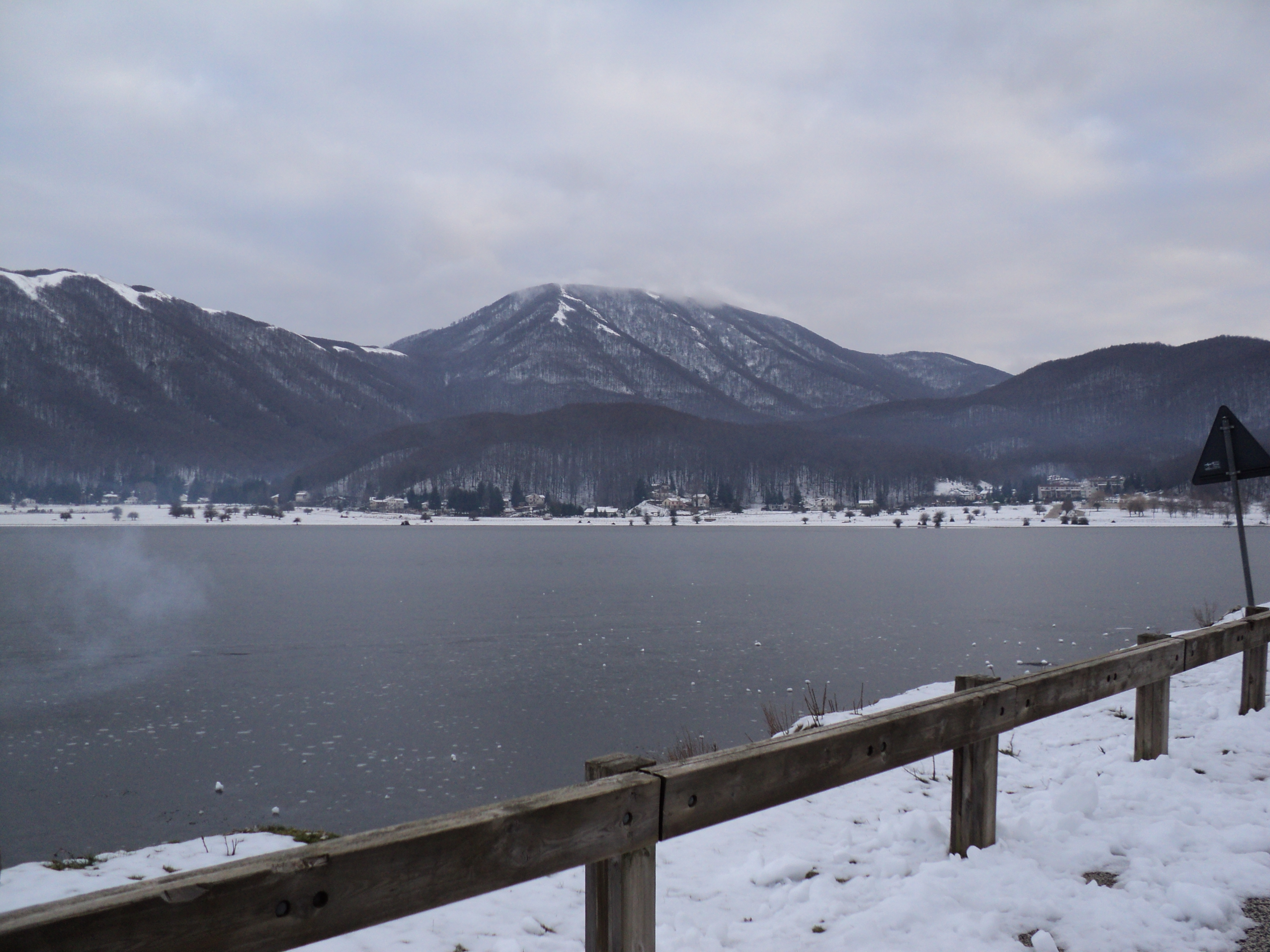
Il Lago Laceno nell'inverno 2010

Altro punto d'interesse sono le Grotte del Caliendo, scoperte da Giovanni Rama e poco note, sebbene visitabili per circa 3 km, tramite l'ausilio di guide esperte. Grazie ad un finanziamento in questi anni, sono cominciati i lavori di rifacimento e maggiore viabilità alle grotte, con la realizzazione di gallerie ed ascensori che ne permettono la facile entrata al grande pubblico.

### Il Progetto Lacenò
Il progetto Lacenò riguarda attività ludiche e ricreative per i più piccoli. Si tratta di vari impianti ludici messi a disposizione dal Consorzio Rajamagra per intrattenere i bambini con giochi, spazi e attività appropriate. Gli spazi utilizzati sono tutti arredati con giochi realizzati in legno, ben integrati con la flora e fauna della montagna. I giochi sono utilizzati anche come baby-sitting, che permette ai genitori di svolgere altre attività mentre i loro bambini giocano negli appositi spazi.

### I Rifugi
I rifugi sono situati a quota 1.400 m e 1.667 m, sulla vetta della Rajamagra. Sono per lo più strutture di relax in tipico stile montano. Sono presenti in alcuni punti anche ristori e bar, in altri i rifugi sono essenziali, atti solo ad accogliere l'escursionista per una pausa dal freddo e al riposo. Suggestivo è il panorama che si gode da tali posti. In alcuni punti è possibile scorgere i monti del Matese ed anche i monti abruzzesi.
Il 4 gennaio 2022 il rifugio canadese Rajamagra è vittima di un incendio doloso, e della struttura non restano che ceneri.

### Mostra e sagra del tartufo
Ogni anno nel centro storico di Bagnoli Irpino, comune di appartenenza della località, si svolge la Mostra Mercato del Tartufo Nero e dei Prodotti Tipici, Sagra della castagna di Montella . Tale mostra è uno degli eventi più importanti della Campania, che si ripete da numerosi anni e le sue ultime edizioni hanno contato più di 150.000 presenze. L'evento è di grande rilievo per il turismo locale, in quanto le strutture ricettive dell'altopiano di Laceno e dei comuni vicini annunciano il tutto esaurito ogni anno. L'evento vanta alcuni record, come il dolce di castagna più grande del mondo (circa 21 metri) e il tartufo più grande del 2010 (circa 450 grammi).

## Infrastrutture e trasporti
Non esiste alcuna linea di trasporto pubblica o privata che colleghi Laceno con Bagnoli Irpino o con altri centri urbani limitrofi.

## Sport

### Ciclismo
Lago Laceno è stato quattro volte arrivo di tappa in salita del Giro d'Italia professionisti:
| Anno | Tappa | Partenza                      | km  | Vincitore di tappa     | Maglia rosa        |
| ---- | ----- | ----------------------------- | --- | ---------------------- | ------------------ |
| 1976 | 8ª    | Selva di Fasano > Lago Laceno | 256 | Roger De Vlaeminck     | Felice Gimondi     |
| 1998 | 6ª    | Maddaloni > Lago Laceno       | 160 | Alex Zülle             | Alex Zülle         |
| 2012 | 8ª    | Sulmona > Lago Laceno         | 229 | Domenico Pozzovivo     | Ryder Hesjedal     |
| 2023 | 4ª    | Venosa > Lago Laceno          | 175 | Aurélien Paret-Peintre | Andreas Leknessund |

### Altri sport
Laceno vanta anche gare di pesca sportiva e gare ciclistiche amatoriali locali, nonché parecchi raduni automobilistici. Frequenti sono anche i raduni di motociclisti, che scelgono la meta per i divertenti tornanti che si susseguono sulla salita per Laceno. Negli ultimi anni si è visto anche un interessamento ad opera di alcune associazioni sciistiche di rilievo nazionale.